# Tintim na América

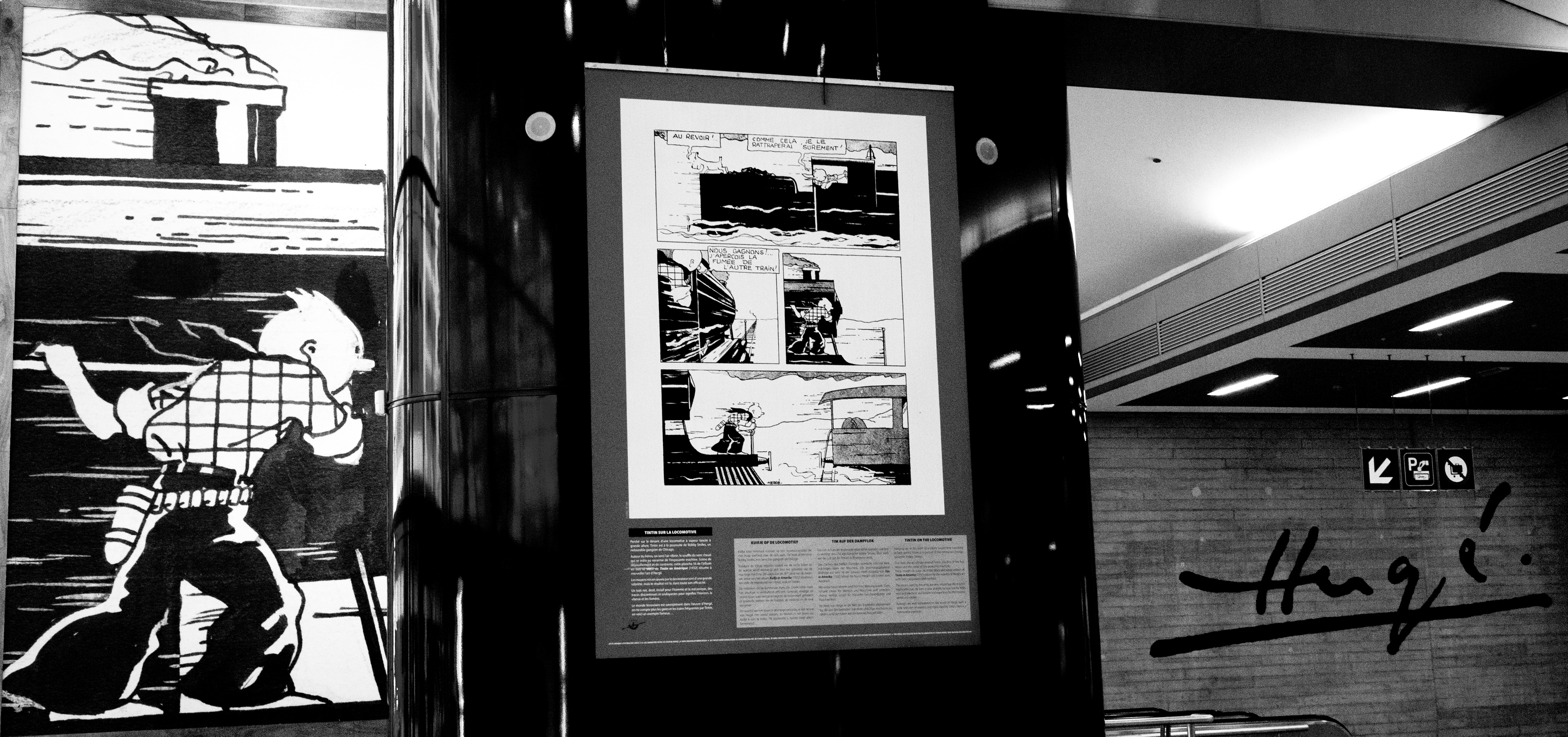
Placa de Hergé-Tintin na locomotiva no Salão da Gare du Midi,França.

Tintim na América (Tintin en Amérique, em francês) é o terceiro álbum da série de banda desenhada franco-belga As Aventuras de Tintim, escrita e desenhada pelo belga Hergé. Encomendado pelo jornal belga conservador Le Vingtième Siècle para o seu suplemento juvenil Le Petit Vingtième, foi editado semanalmente entre setembro de 1931 e outubro de 1932 e republicado no formato álbum pela Éditions du Petit Vingtième em 1932. A história fala do jovem repórter belga Tintim e seu cachorro Milu, os quais são enviados para os Estados Unidos, onde Tintim relata sobre o crime organizado em Chicago. Perseguindo um bandido em todo o país, ele encontra uma tribo de nativos americanos Blackfoot antes de derrotar o sindicato do crime de Chicago.

## Sinopse
Após o episódio no Congo, Tintim é enviado aos Estados Unidos da América (durante a época da lei seca). Ao chegar em Chicago, é imediatamente raptado por gângsters de Al Capone, que o consideram perigoso. Após escapar e os deter, ele é atacado por Bobby Smiles, o chefe de um bando rival. A perseguição conduz Tintim aos peles-vermelhas, que Bobby Smiles voltou contra ele. Tintim captura o criminoso e volta a Chicago. Novamente, combate outros gângsteres e sai vitorioso. Ele deixa o País após um desfile bem digno dos heróis norte-americanos.

## Análise
Tintim na América foi editado no Le Petit Vingtième de 3 de setembro de 1931 a 20 de outubro de 1932, duas páginas por semana. Em 1932, foi publicado como álbum, em preto-e-branco. Em 1945, foi colorido e redesenhado, assim como Tintim no Congo e Os charutos do faraó, pois não tinham uma qualidade narrativa e artística como a dos álbuns seguintes, que tiveram os traços apenas remontados e organizados antes da coloração.
Tintim no Congo e Tintim na América são os álbuns mais fantasistas e infantis, o que é um defeito, mas também uma qualidade. Foram uma alavanca para a carreira de Tintim.
Nesta aventura, aparece Al Capone. É a primeira e única vez na série em que Hergé transforma um indivíduo real em personagem. Hergé inspirava-se para a criação dos seus personagens  em pessoas reais, mas introduzia várias modificações.
Para criar a história, Hergé tinha poucas fontes, da mesma maneira que para Tintim no país dos sovietes e Tintim no Congo. Partiu de Scènes de la vie future de Georges Duhamel, da revista Le Crapouillot, que dedicava uma edição especial aos Estados Unidos, e também  de um livro sobre os índios da América.
Na criação do álbum, Hergé queria principalmente centralizar a história nos índios da América, pelos quais tinha grande fascinação. Dessa maneira, mostra os soldados americanos expulsando os índios a baioneta após a descoberta de um poço de petróleo em suas terras. Esta sequência não aparece na reedição do álbum - contra a vontade dele.
Hergé também procurou descrever a América na época em que a desenhava integrando diversos elementos, como a Lei Seca.
A língua portuguesa foi a primeira não-francesa a ter publicada alguma história de Hergé, quando no dia 16 de abril de 1936 O Papagaio (uma revista portuguesa para miúdos) publicou Tintin en Amérique sob o título As Aventuras de Tim-Tim na América do Norte.

## Personagens
- Tintim
- Milu
- Al Capone

Aparece na primeira página. É o chefe dos bandidos de Chicago. Quer que Tintim seja morto.
- Piétro

Aparece na página 12. Trabalha para Al Capone.
- Bobby Smiles (dito Bob)

Aparece na página 12. Quer se livrar de Al Capone e de Tintim
- Poderoso Sachem

Aparece na página 19. É o chefe dos peles-vermelhas. Bobby Smiles fez ele se voltar contra Tintim.
- Mike Mac Adam

Aparece na página 45. É um detetive particular. Tenta, sem sucesso, encontrar Milu.
- Tom Hawake

Aparece na página 53. É o responsável pelas usinas Slift e deve matar Tintim.
- Hyppolyte Bolivar

Aparece na página 60. É campeão de halterofilismo.

## Leilões
O original em guache de um desenho de Hergé da aventura “Tintin na América” foi vendido em Paris, em 2 de Junho de 2012 por um preço recorde de 1.338.509 euros, mais de 500 mil euros acima do preço a que tinha sido vendido em 2008. A ilustração de 32 centímetros quadrados, pintado a tinta-da-china e guache, mostra o jovem repórter vestido de cowboy, acompanhado pelo cão, Milou, com um grupo de nativos a aproximar-se de si durante uma emboscada. Tal como o anterior dono da obra, a identidade do comprador é desconhecida, informou a Artcurial, a empresa que intermediou a venda..
O desenho original da capa do livro será leiloado em 2023, perspetivando-se um valor de 2 milhões de euros.

## Adaptações
- Tintim na América foi adaptado em 1992 para um episódio da série de televisão As Aventuras de Tintim, do estúdio francês Ellipse e o canadense Nelvana. Dirigido por Stéphane Bernasconi, o personagem de Tintin teve a voz de Thierry Wermuth.[3]